# Série de pièces commémoratives américaines de la Negro League
La série de pièces commémoratives américaines de la Negro League est une série commémorative, non circulante, émise par la Monnaie des États-Unis en 2022 et frappée aux Monnaies de Denver, de San Francisco, de Philadelphie et de West Point.
Elle est autorisée par la loi publique 116-209 du 4 décembre 2020 qui demande au secrétaire au Trésor de frapper des pièces de monnaie pour commémorer le 100e anniversaire de la création des Negro Leagues de baseball. La série comprend une pièce de 5 dollars en or, une pièce de 1 dollar en argent et une pièce d'un demi-dollar en alliage cuivre-nickel. Les bénéfices tirés de la vente de la serie sont versés au musée des Negro Leagues pour des programmes éducatifs et de sensibilisation et des expositions. 

## Contexte
Les Negro leagues sont des ligues professionnelles de baseball des États-Unis composées d'équipes d'Afro-Américains. Le terme peut être utilisé au sens large pour inclure les équipes professionnelles noires en dehors des ligues et il peut être utilisé au sens étroit pour les sept ligues qui connaissent un certain succès à partir de 1920 et qui sont parfois appelées Negro Major Leagues.
À la fin du XIXe siècle, la barrière de couleur du baseball se développe dans le baseball professionnel, excluant les Afro-Américains des ligues. La première ligue, la National Colored Base Ball League (en), est organisée strictement comme une ligue mineure mais échoue en 1887 après seulement deux semaines en raison d'une faible fréquentation. Après plusieurs décennies de jeu indépendant par diverses équipes, la première Negro National League (en) est créée en 1920 et sept ligues majeures existent finalement à divers moments au cours des trente années suivantes. Après l'intégration, la qualité des ligues noires s'est lentement détériorée et la Negro American League (en) de 1951 est généralement considérée comme la dernière saison de la ligue majeure. Le dernier club professionnel, les Clowns d'Indianapolis (en), fonctionne comme une attraction humoristique plutôt que comme un club de compétition du milieu des années 1960 aux années 1980.

## Législation
Le projet de loi H.R.4104 est introduit à la Chambre le 30 juillet 2019 par le représentant démocrate du Missouri, Emanuel Cleaver. Il demande au secrétaire au Trésor de frapper des pièces de monnaie pour commémorer le 100e anniversaire de la création des Negro Leagues de baseball. La Chambre approuve le projet, après débat et amendement, le 22 septembre 2020 et l'envoie au Sénat le lendemain. Ce dernier l'adopte également le 16 novembre et il est présenté le 24 novembre au président Donald Trump, qui le signe le 4 décembre 2020 pour en faire la loi publique 116-209,.

## Dessin

### Demi-dollar
L'avers de la pièce d'un demi-dollar, conçu par Chris Costello, du programme Artistic Infusion et gravé par Joseph P. McGraw, comprend une grande image d'un joueur de baseball à la batte, tandis qu'au-dessous de lui apparaît un bus de tourisme des Negro Leagues qui leur sert de domicile lorsqu'ils se voient refuser l'entrée dans les hôtels et les restaurants. Les légendes sont la devise IN GOD WE TRUST, LIBERTY et la date d'emission, 1922. Sur le bus on aperçoit l'inscription NEGRO LEAGUES BASEBALL,,.
Le revers, crée par Justin Kuntz et gravé par Phebe Hemphill, représente cinq joueurs des Negro Leagues en uniforme portant des casquettes, plusieurs d'entre eux tenant des battes ou portant un gant de baseball. On y retrouve la devise latine, E PLURIBUS UNUM, le pays émetteur, UNITED STATES OF AMERICA et la valeur faciale, HALF DOLLAR,,.

### Dollar
L'avers de la pièce de 1 dollar en argent représente un lanceur au milieu de son lancer, la balle étant au sol devant lui et les coutures de la balle constituant la bordure intérieure. Les légendes sont les mêmes que celle de l'avers du demi-dollar. Cette face est l'œuvre de Matt Swaim, gravée par Eric David Custer,,.
Le revers, une création de Don Everheart, gravée par Craig Campbell, montre un lancer délivré à un receveur tel que le joueur le verrait. Les légendes sont similaires à la pièce d'un demi-dollar, toutefois, la valeur faciale n'est pas écrite en toutes lettres mais représentée par le signe $1,,. 

### Half eagle
La pièce de 5 dollars en or présente à l'avers un portrait du fondateur de la ligue, Rube Foster (en), coiffé d'une casquette, ainsi que sa signature en bas à droite. Cette face est dessinée par Laurie Musser et sculptée par Phebe Hemphill. En plus des mêmes inscriptions que les deux autres pièces, on y retrouve sur le bord supérieur gauche la légende NEGRO LEAGUES BASEBALL,,.
Le revers représente le geste consistant à incliner son chapeau, un geste de respect dans le baseball. Il a été dessiné par Donna Weaver et sculpté par Eric David Custer. Les légendes sont pareilles que sur les deux autres pièces, avec la valeur faciale indiquée par $5. Sur la droite de la pièce, en-dessous de la casquette, on peut lire THEIR LEGACY PLAYS ON (leur héritage perdure),,.

## Production et vente
La loi qui autorise la frappe de la série commémorative permet une émission maximale de 50 000 pièces de 5 dollars en or, 400 000 pièces de 1 dollar en argent et 400 000 pièces d'un demi-dollar en alliage cuivre-nickel. Les deux versions du half eagle, belle épreuve et brillant universel, sont frappées à la Monnaie de West Point tandis que celle de Philadelphie prend en charge les deux finitions du dollar. Le demi-dollar en version belle épreuve est émis par la Monnaie de San Francisco et sa consœur de Denver s'occupe de la qualité brillant universel. La série est disponible à la vente à partir du 6 janvier 2022 à un prix de départ de 674 dollars en belle épreuve et 664 dollars en finition brillant universel pour la pièce de 5 dollars, 74 et 69 dollars pour la pièce de 1 dollar et 35 et 33 dollars pour le demi-dollar. Ces prix augmenent de 5 dollars après les trente premiers jours de vente,.
Les bénéfices tirés de la vente de la serie sont versés au musée des Negro Leagues pour des programmes éducatifs et de sensibilisation et des expositions.